# Khasianthus subsessilis
 Khasianthus subsessilis  (DC.) H.Rob. & Skvarla, 2009 è una pianta angiosperma dicotiledone della famiglia delle Asteraceae. Khasianthus subsessilis è anche l'unica specie del genere Khasianthus   H.Rob. & Skvarla, 2009.

## Etimologia
Il nome scientifico della specie è stato definito per la prima volta dal botanici Augustin Pyramus de Candolle (1778-1841), Harold Ernest Robinson (1932-2020) e John Jerome Skvarla (1935-2014) nella pubblicazione " Proceedings of the Biological Society of Washington" ( Proc. Biol. Soc. Washington 122(2): 149) del 2009. Il nome scientifico del genere è stato definito per la prima nella stessa pubblicazione.

## Descrizione
Le piante di questa voce hanno un habitus arbustivo alto fino a 1 metro. I fusti sono eretti mediamente ramificati. La superficie è ricoperta da peli contorti biancastri.
Le foglie lungo il fusto sono disposte normalmente in modo alterno e sono sessili. La lamina è intera con forme da oblanceolate a obovate con base cuneata e apici variabili da acuminati a arrotondati. I margini sono seghettati o crenulati. La consistenza è cartacea. La superficie è ricoperta da peli appressati oppure da punti ghiandolari. Le venature sono pennate.
Le infiorescenze variano da corimbose a quasi recemiformi e sono formate da diversi capolini peduncolati circondati, ai nodi inferiori, da ampie foglie bratteali lineari. La struttura dei capolini è quella tipica delle Asteraceae: un peduncolo sorregge un involucro largamente campanulato composto da circa 80 brattee disposte su 5 - 6 serie embricate che fanno da protezione al ricettacolo sul quale s'inseriscono i fiori di tipo tubuloso. Le brattee dell'involucro sono persistenti con superfici sericee e forme da lanceolate a acute. Il ricettacolo, alveolato, è provvisto di una peluria fine.
I fiori, da 40 a 50 per capolino, sono tetra-ciclici (ossia sono presenti 4 verticilli: calice – corolla – androceo – gineceo) e pentameri (ogni verticillo ha in genere 5 elementi). I fiori sono inoltre ermafroditi e actinomorfi (raramente possono essere zigomorfi).
- Formula fiorale:

*/x K {\displaystyle \infty }, [C (5), A (5)], G 2 (infero), achenio
- Calice: i sepali del calice sono ridotti ad una coroncina di squame.
- Corolla: il colore delle corolle varia da viola a biancastro; la superficie è pubescente e ghiandolosa (piccole ghiandole stipitate); la forma in genere è tubulosa (il tubo basale è sottile) con 5 lobi finali.
- Androceo: gli stami sono 5 con filamenti liberi e distinti, mentre le antere sono saldate in un manicotto (o tubo) circondante lo stilo.[11] Le antere, sagittate e sprovviste di ghiandole, hanno delle code larghe e speronate; le appendici apicali sono oblunghe-ovate. Il polline è tricolporato (con tre aperture sia di tipo a fessura che tipo isodiametrica o poro), echinato (con punte) e  "lophato" (la parte più esterna dell'esina è sollevata a forma di creste e depressioni)[12]; in altri casi possono essere presenti delle lacune in posizione polare.
- Gineceo: lo stilo è filiforme e privo di nodi (o eventualmente con un anello basale) con un nettario allungato o tubolare. Gli stigmi dello stilo sono due divergenti con la superficie stigmatica posizionata internamente (vicino alla base). La pubescenza è del tipo a spazzola con peli appuntiti.[13] L'ovario è infero uniloculare formato da 2 carpelli.

I frutti sono degli acheni con pappo. Gli acheni, a forma più o meno cilindrica, hanno 10 coste (o nervature) con la superficie sericea con ghiandole. All'interno si può trovare del tessuto di tipo idioblasto e rafidi di tipo subquadrato da corti a moderatamente allungati; non è presente il tessuto tipo fitomelanina. Il pappo, rossastro e biseriato, è formato da setole persistenti capillari con punte allargate; la serie esterna è formata da setole corte. Lunghezza degli acheni: 3,5 mm.

## Biologia
- Impollinazione: l'impollinazione avviene tramite insetti (impollinazione entomogama tramite farfalle diurne e notturne).
- Riproduzione: la fecondazione avviene fondamentalmente tramite l'impollinazione dei fiori (vedi sopra).
- Dispersione: i semi (gli acheni) cadendo a terra sono successivamente dispersi soprattutto da insetti tipo formiche (disseminazione mirmecoria). In questo tipo di piante avviene anche un altro tipo di dispersione: zoocoria. Infatti gli uncini delle brattee dell'involucro si agganciano ai peli degli animali di passaggio disperdendo così anche su lunghe distanze i semi della pianta.

## Distribuzione e habitat
La distribuzione delle piante di questa voce è relativa all'Asia (Cina, Himalaya, Myanmar e Nepal).

## Tassonomia
La famiglia di appartenenza di questa voce (Asteraceae o Compositae, nomen conservandum) probabilmente originaria del Sud America, è la più numerosa del mondo vegetale, comprende oltre 23.000 specie distribuite su 1.535 generi, oppure 22.750 specie e 1.530 generi secondo altre fonti (una delle checklist più aggiornata elenca fino a 1.679 generi). La famiglia attualmente (2021) è divisa in 16 sottofamiglie.

### Filogenesi
Le specie di questo gruppo appartengono alla sottotribù Linziinae descritta all'interno della tribù Vernonieae Cass. della sottofamiglia Vernonioideae Lindl.. Questa classificazione è stata ottenuta ultimamente con le analisi del DNA delle varie specie del gruppo. Da un punto di vista filogenetico in base alle ultime analisi sul DNA la tribù Vernonieae è risultata divisa in due grandi cladi: Muovo Mondo e Vecchio Mondo. I generi di Linziinae appartengono al subclade relativo all'Africa e Asia (con alcune eccezioni: Cuba e Australia).
La sottotribù, e quindi i suoi generi, si distingue per i seguenti caratteri:
- le brattee involucrali sono provviste di spicole ai margini;
- le setole del pappo sono appiattite;
- il polline è "lophato" e tricolporato e a volte non è echinato;
- nel polline i tipi "lophati" hanno una organizzazione radialmente simmetrica con disposizione regolare.

In precedenza la tribù Vernonieae, e quindi la sottotribù (Linziinae) di questo genere, era descritta all'interno della sottofamiglia Cichorioideae. La costituzione di questo gruppo è relativamente recente (2009); in precedenza tutti i generi della sottotribù erano descritti all'interno della sottotribù Centrapalinae. Nell'ambito della tribù Linziinae occupa, da un punto di vista filogenetico, una posizione abbastanza "basale" insieme alle sottotribù Erlangeinae e Gymnantheminae.
I caratteri distintivi per le specie di questo genere ( GENERE ) sono:
- l'habitus di queste piante è arbustivo alto fino a 1 metro;
- Il pappo è formato da setole persistenti capillari con punte allargate.

La specie di questa voce ha una varietà:
- Khasianthus subsessilis var. macrophylla (Hook.f.) H.Rob. & Skvarla

### Sinonimi
Sono elencati alcuni sinonimi per questa entità:
- Vernonia subsessilis DC.